# Глобус
Гло́бус (лат. globus — куля) — тривимірна куляста модель Землі, іншого кулястого астрономічного об'єкта чи небесної сфери, що передає наочно у зменшеному вигляді форму об'єкта, зберігає геометричну подібність контурів на ньому, співвідношення площ і єдність масштабів у всіх напрямах.
Поява глобусів зумовлена утвердженням ідеї про кулясту форму Землі. Перші глобуси створювалися в Стародавній Греції, а поширення набули в епоху Великих географічних відкриттів. З розвитком астрономії з'явилися глобуси інших тіл Сонячної системи.
На глобусі усі материки, океани, моря показано цілком відповідно до їх положення на земній кулі, масштаб залишається однаковим на всій поверхні глобуса, а спотворення є мінімальними у порівнянні з картою. Для точного нанесення об'єктів на глобус використовують систему ліній — меридіанів та паралелей. Перетинаючись між собою, ці лінії утворюють градусну сітку.

## Історія

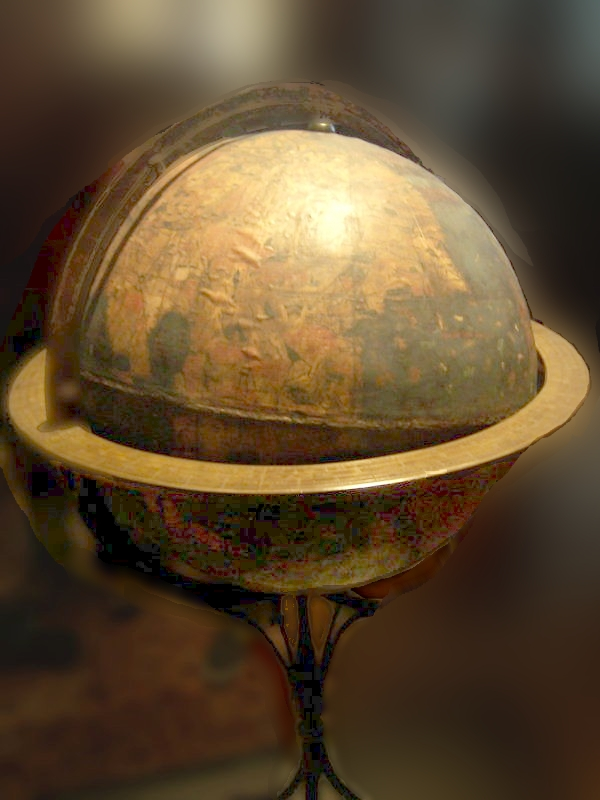
«Земне яблуко» Мартіна Бегайма ще без Америки, Австралії та Антарктиди, 1491—1492 роки

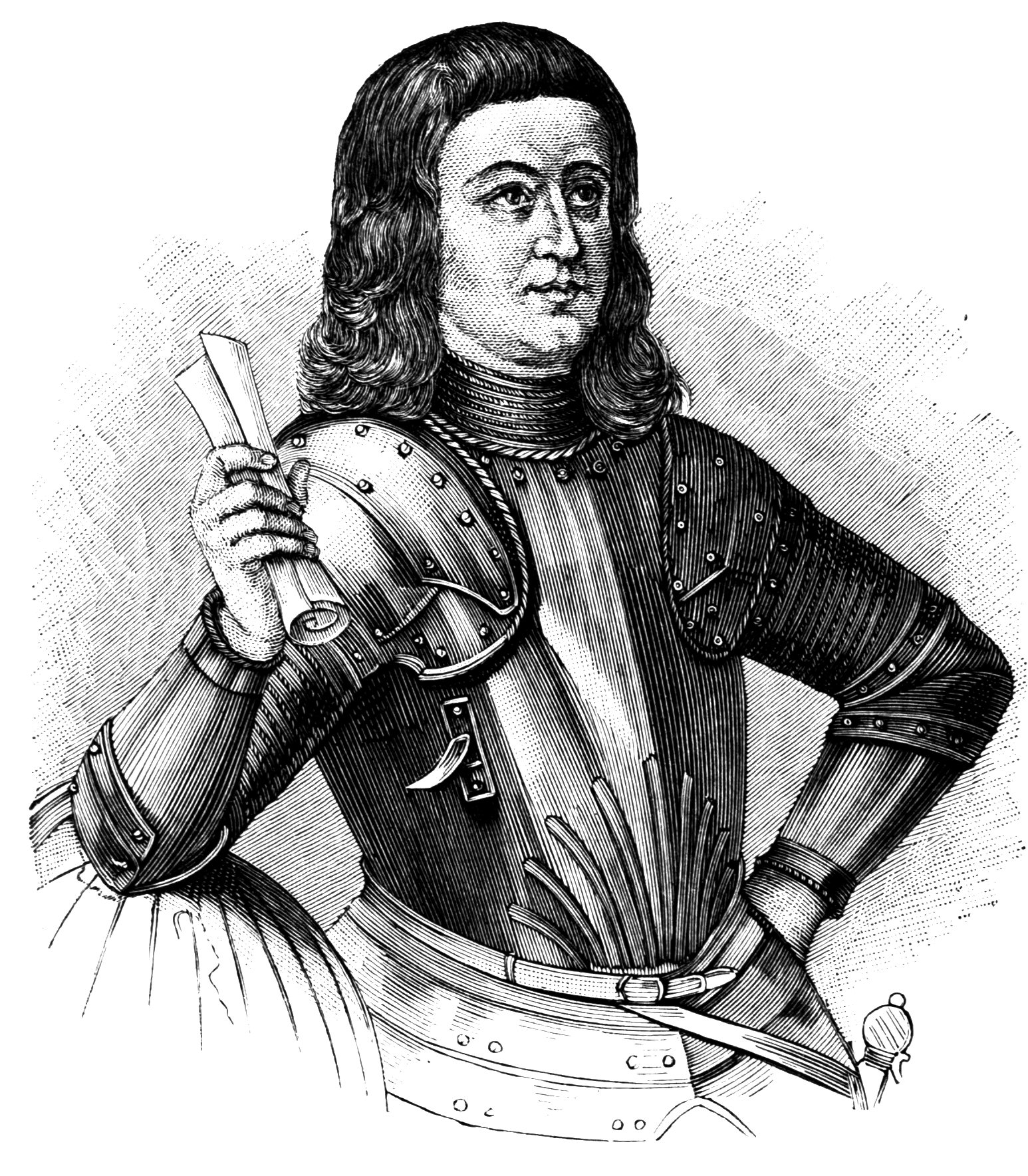
Мартін Бегайм

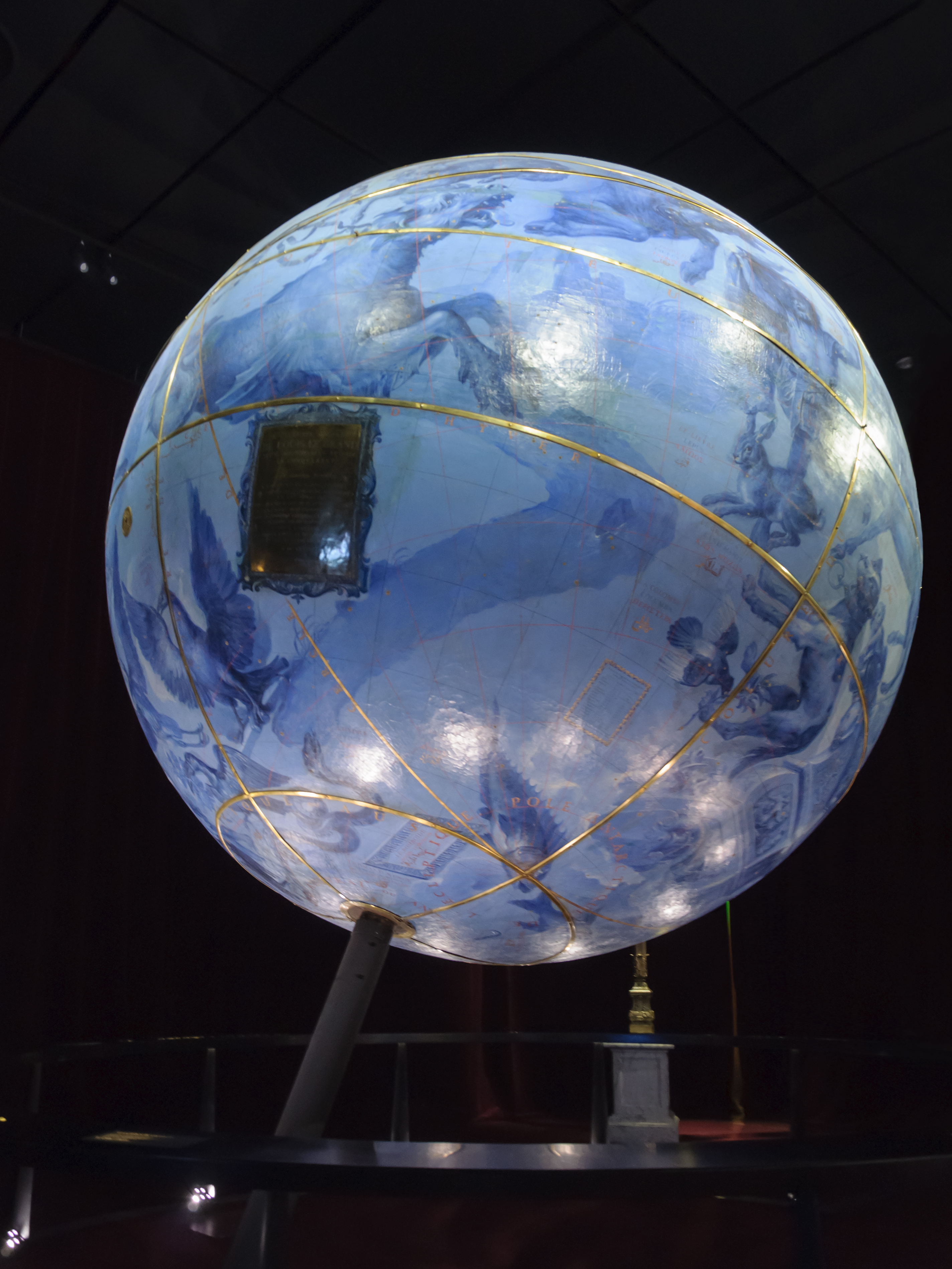
Глобус, виготовлений Вінченцо Коронеллі у 1683 році для французького короля Людовіка XIV

Найраніші письмові свідчення про використання глобуса містяться в працях Страбона (глобус Кратеса з Пергами, близько 150 року до н. е.). Ще за античності виготовлялися глобуси небесної сфери, на яких позначалися сузір'я. Такий глобус зображений на скульптурі Атланта Фарнезе, виготовленій близько 25 року н. е.
Однак античні глобуси Землі не вціліли і найдавніший збережений глобус такого типу датується 1492 роком. Його виготовив німецький мореплавць і географ, Мартін Бегайм. На глобусі Бегайма «Земне яблуко» зображено як реальні обриси суші та водних просторів, так і вигадки, позначки про товари та ринки в різних місцях світу. Ймовірно, що глобус Бегайма містить інформацію, котра зображалася на інших глобусах того часу. Але сам він ґрунтувався на застарілій карті світу, заснованій на даних Клавдія Птолемея, а також ідеях Паоло Тосканеллі.
Ягеллонський глобус, який зберігається в Ягеллонському університеті Кракова — один з найстаріших у світі глобусів і, можливо, найстаріший, де нанесені обриси Америки. Датується приблизно 1510 роком, був закуплений для Краківської обсерваторії наприкінці XVIII ст. Серед інших відомих глобусів XVI ст. глобуси Меркатора (земної кулі 1541 року і небесний 1551 року), а також глобус Гемми Фрізіуса (1536 року).
Старовинним типом глобуса є армілярна сфера, що зображає кулясту Землю, оточену кільцями, котрі символізують зорі та планети, видимі в різні пори року в різних місцях земної кулі. До винайдення телескопа армілярні сфери були найважливішим інструментом астрономів.
На початку 1690-х років спадкоємці амстердамського картографа Віллема Блау виготовили для шведського короля Карла XI мідний Глобус Блау заввишки понад 2 м.
З XVI ст. глобуси нерідко багато оздоблювалися та слугували подарунками знатним особам. У XVII ст. з'явилися кишенькові глобуси. Їх виготовляв, зокрема, англійський майстер Джозеф Моксон. На таких глобусах могли зображатися останні географічні відкриття і вони слугували рекламою великих глобусів. У співпраці з Роджером Палмером, Моксон створив «Англійський глобус» у 1679 році, призначений для демонстрування під відкритим небом. Оскільки «Англійський глобус» не можна було обертати, його функція була декоративною і він був би марним у морських подорожах. Всього було зроблено три «Англійських глобуса».
Широко відомі земні й небесні глобуси, Герарда Меркатора, Апіана (XVI століття), Вінченцо Коронеллі (кінець XVII століття — початок XVIII століття).
Унікальною пам'яткою науки та техніки XVIII століття є Великий академічний (Готторпський) глобус (діаметром 3,12 м), що зберігається в Санкт-Петербурзі. Цей глобус-планетарій створений в 1654—1664 роках під керівництвом Адама Олеарія в Готторпському замку, резиденції герцога Голштинського, потім подарований Петру I в ході Північної війни й привезений у Петербург у 1717 році. 1726 року він був установлений у будівлі Кунсткамери, де згорів під час пожежі 1747 року. Збереглися лише металеві конструкції й дверцята з Голштинским гербом. Глобус був відновлений в Академії наук під керівництвом Бенджаміна Скотта в 1748—1752 роках, на внутрішній і зовнішній поверхнях були заново розписані карти зоряного неба й Землі. Глобус багато разів перевозився з місця на місце, але 1948 року повернувся до будівлі Кунсткамери. За своїми розмірами й складністю конструкції глобус не має собі рівних.
У міру розширення використання глобусів у освіті, розроблялися способи зробити їх портативними. Одним з напрямків було створення мініатюрних глобусів, іншим — виготовлення розкладних, які розбираються на частини чи складаються, подібно до парасольки. В першій половині XIX ст. стали виготовляти прості глобуси небесної сфери з пересічених між собою паперових дисків.
Технологічний прогрес у XX ст., особливо радіонавігація в 1940-х і 1950-х роках, зумовив вихід глобусів з використання в навігації.

## Різновиди
За змістом земні глобуси поділяють на загальногеографічні (найпоширеніші) і тематичні (політичні, кліматичні, геологічні, тектонічні, рослинного, тваринного світу та ін.). Загальногеографічні глобуси з'явились в давні часи, тематичні — на початку XX ст. Об'ємну модель Місяця із зображенням 1/2 частини його поверхні зроблено на початку XIX століття. В СРСР уперше у світі 1959 року було виготовлено глобус цього космічного тіла (після того, як радянська автоматична станція «Луна-3» сфотографувала зворотний бік Місяця, невидимий з Землі). Отримавши детальну інформацію з автоматичних міжпланетних станцій радянськими картографами також було створено глобус Марса.
Звичайно глобус виготовляють у масштабах:
- 1 : 30 000 000,
- 1 : 40 000 000,
- 1 : 50 000 000,
- 1 : 83 000 000,
- 1 : 106 000 000.

За охопленням території глобуси бувають географічні (земні) і астрономічні (інших планет і зоряного неба).
- Географічний глобус — зменшене кулясте зображення земної поверхні, яке зберігає геометричну подібність контурів і співвідношення площ.
- Глобус іншої планети — зменшене кулясте зображення поверхні іншої планети, яке зберігає геометричну подібність контурів і співвідношення площ.
- Глобус зоряного неба — проєкція зоряного неба на сферу.

За розміром глобуси поділяють на:
- великі (діаметр понад 120 см),
- середні (60 — 120 см),
- малі (менше ніж 60 см).

За матеріалом, з якого виготовлені глобуси поділяють на паперові, пластикові, скляні, гумові.
За призначенням глобуси поділяють на навчальні, довідкові, сувенірні (брелоки, глобуси-бари, глобуси-м'ячі, глобуси годинники, повітряні кульки, глобуси-жарти (окремих держав, населених пунктів тощо).
Бувають глобуси з підсвічуванням.
В Україні та інших країнах найпоширеніші пластмасові глобуси різного призначення й змісту.
У створенні глобусів вагому участь беруть українські картографи та поліграфісти. Основними підприємствами, які випускають глобуси в Україні ПрАТ «Інститут передових технологій». Глобуси виготовлені цими підприємствами різноманітні за масштабом та тематикою і не поступаються дизайном та поліграфічною якістю зарубіжним аналогам.

## Використання
Основні властивості глобуса:
- зберігає кулястість Землі;
- зберігає взаємне розміщення земної осі, земних полюсів, меридіанів і паралелей;
- має єдиний масштаб;
- зберігає правильне співвідношення різних частин земної поверхні;
- зберігає форми всіх фігур земної поверхні.

У XVII—XVIII століттях глобусами користувалися мореплавці. У наш час їх застосовують з навчальною метою, як наочні прилади в науковій і практичній діяльності людей. Глобуси є незамінним наочним посібником для демонстрації кулястості Землі, зміни нахилу земної осі, добового руху Землі, зміни пір року, для визначення відстаней, площ, кутів, координат тощо.

## Галерея

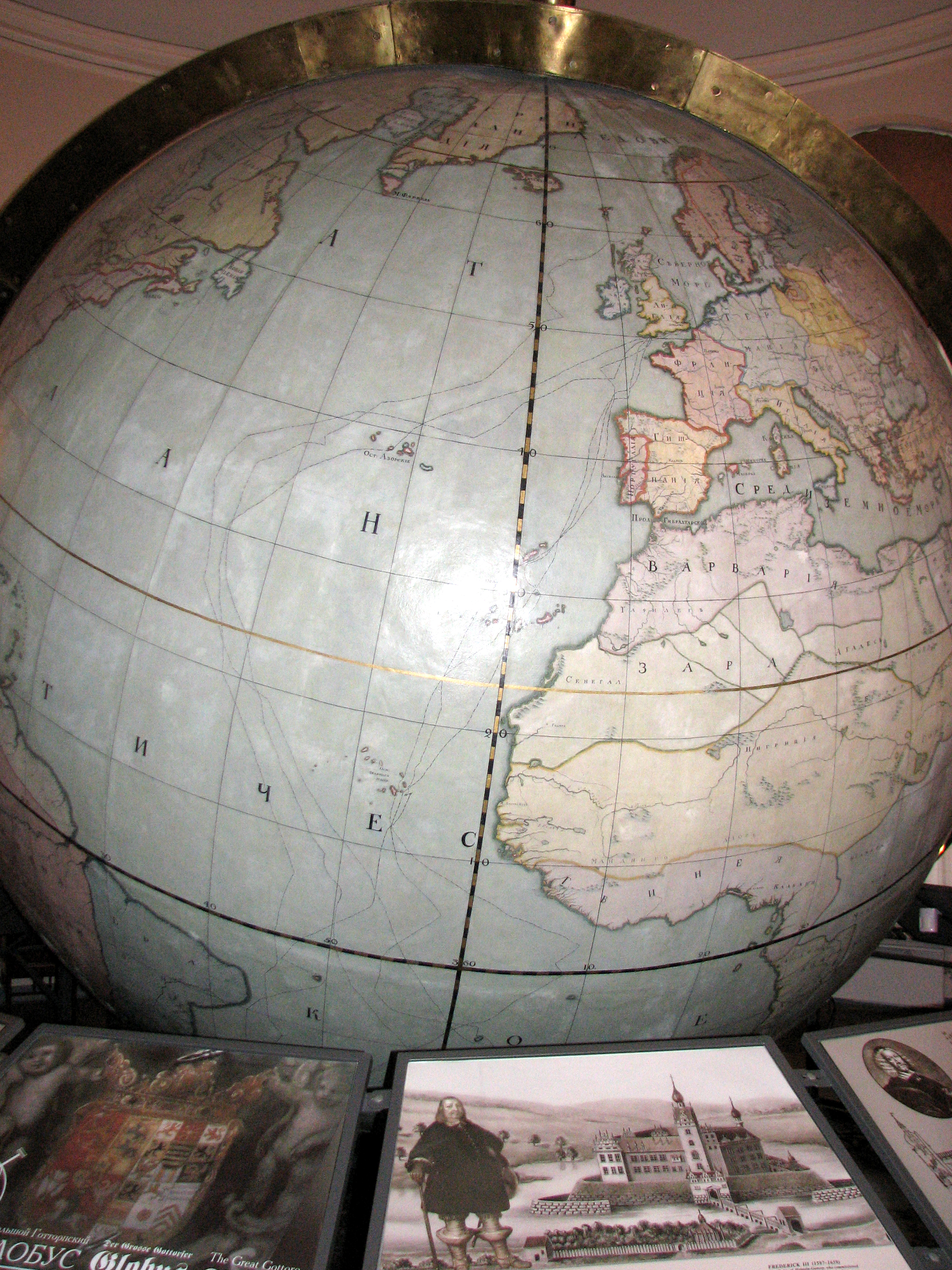
Готторпський глобус
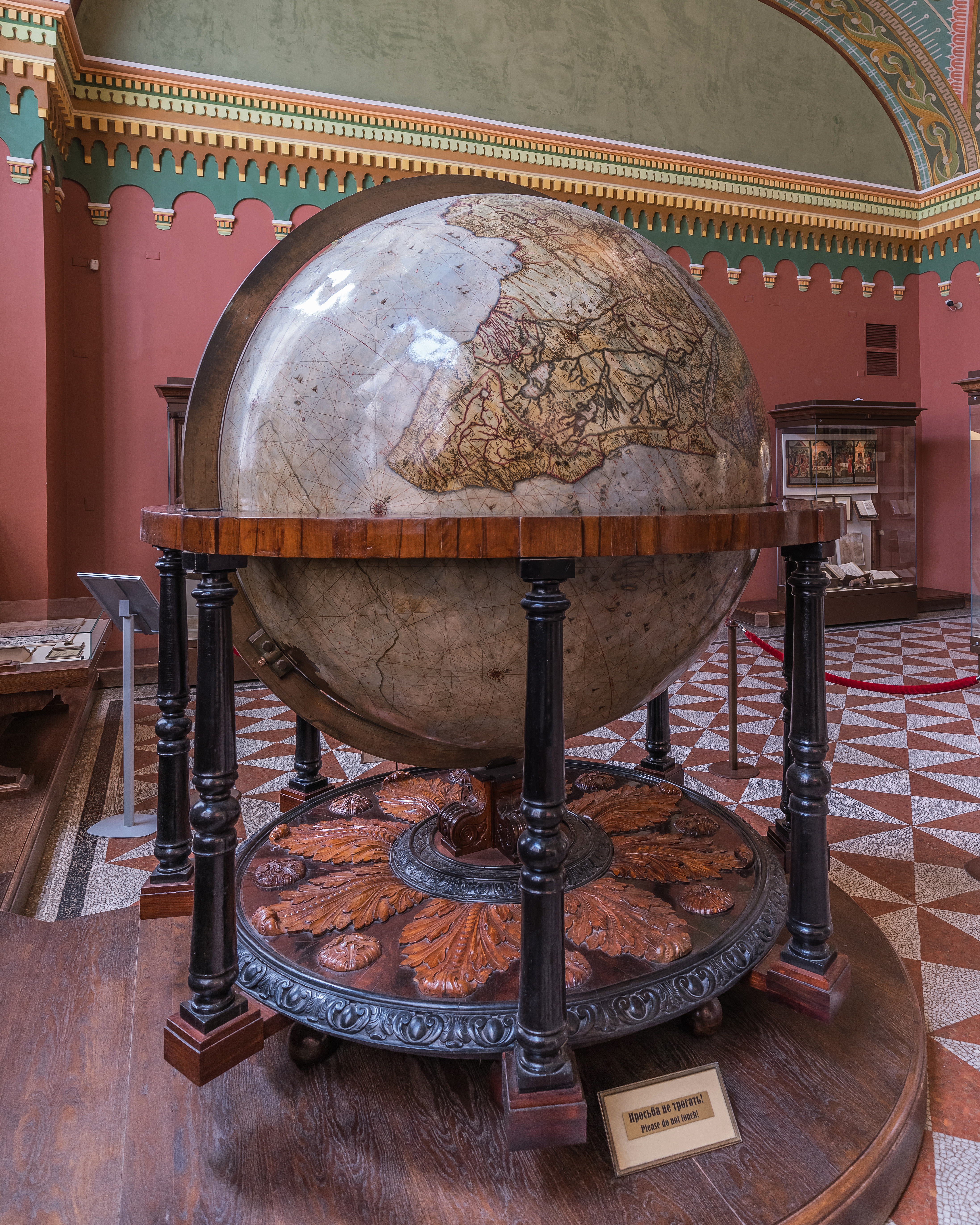
Глобус Блау, 1690-ті роки
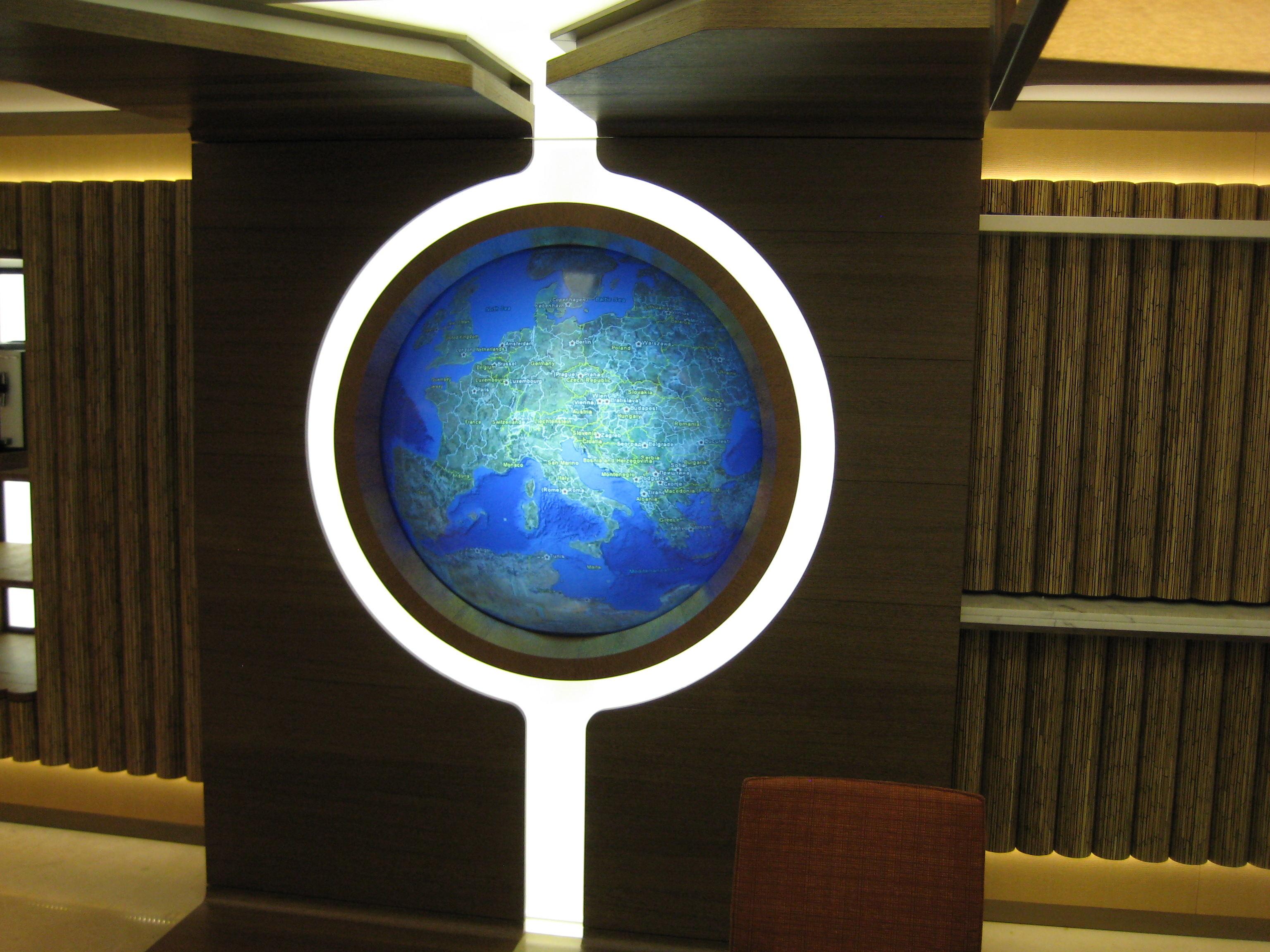
Інтерактивний (сенсорний) глобус
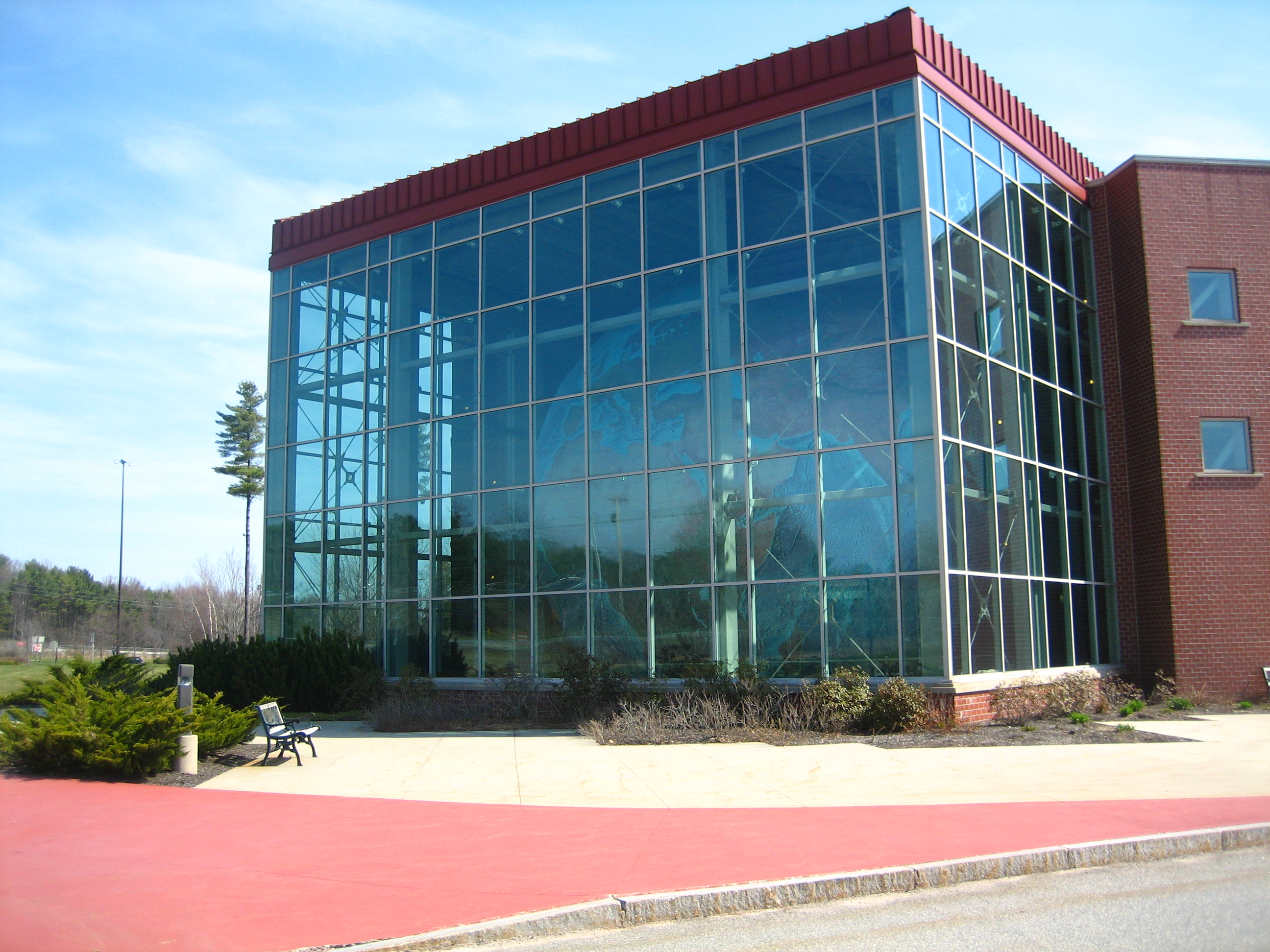
Eartha, найбільший в світі глобус, що обертається
Глобус України в Яворові